# 林鳳儀 (嘉慶進士)
林鳳儀，字九罔，福建福清人，清朝政治人物、同進士出身。
嘉慶十九年（1814年）甲戌科進士，三甲七十四名，官湖南瀏陽縣知縣。道光十三年（1833年）攝湖北蒲圻縣知縣，十五年任湖北谷城县知县。